# Anatole de Grunwald
Anatole de Grunwald (russisch Анатолий Константинович фон Грюнвальд; * 25. Dezember 1910 in Sankt Petersburg, Russisches Kaiserreich; † 13. Januar 1967 in London, Großbritannien) war ein russischstämmiger Filmproduzent in Großbritannien.

## Leben und Wirken
Der Sohn eines zaristischen Diplomaten floh mit seiner Familie infolge der Oktoberrevolution nach England. De Grunwald studierte an der Sorbonne in Paris und in Cambridge und arbeitete kurzzeitig als Journalist, ehe er 1938 zum Film stieß. Seine erste Arbeit war die ungenannte Drehbuch-Mitarbeit an der filmischen Umsetzung von George Bernard Shaws Pygmalion, Der Roman eines Blumenmädchens. Seine erste Arbeit als nominell genannter Autor wurde im darauffolgenden Jahr die Komödie French Without Tears. Kurz nach Ausbruch des Zweiten Weltkriegs spezialisierte sich de Grunwald auf antinazistische Propagandafilme. Seine Manuskripte, die Grunwald meist in Zusammenarbeit mit anderen Autoren verfasste, darunter mehrmals Terence Rattigan, zeichneten sich vor allem durch ihre geschliffenen Dialoge aus und bürgten für ein hohes Maß an gutbürgerlich-gediegener Qualität.
Mit der für Freundschaft zum Kriegsalliierten Sowjetunion werbenden Komödie The Demi-Paradise begann de Grunwald 1943 seine Karriere als Filmproduzent. Der Wahlbrite machte sich rasch einen Namen mit der Herstellung gepflegter und sorgfältig-teuer produzierter Unterhaltung, mehrfach Umsetzungen literarischer Vorlagen. Immer wieder zeichnete Anatole de Grunwald bei seinen Produktionen auch als Autor verantwortlich und sicherte sich dabei weiterhin die Mitarbeit Rattigans. Mit der Adaption eines Gesellschaftsdramas Rattigans, Der Fall Winslow, und der Puschkin-Adaption Pique Dame stand de Grunwalds Name 1948 für zwei der vorzüglichsten Literaturverfilmungen der frühen Nachkriegszeit. 
Im Laufe der 50er Jahre zeichnete sich Grunwalds Produktionsprogramm mehr und mehr durch allzu große Glätte und Saturiertheit aus. Er stellte Melodramen und zuletzt auch ebenso prätentiöse wie von der Kritik als stargespickte Leinwandlangweiler (Anthony Asquiths Hotel International, Der gelbe Rolls-Royce) gescholtene A-Produktionen her. 
Sein jüngerer Bruder Dimitri de Grunwald (1914–1990) war ebenfalls Filmproduzent.

## Filmografie

### Als Drehbuchautor, meist in Zusammenarbeit
- 1938: Der Roman eines Blumenmädchens (ungenannt)
- 1939: French Without Tears
- 1939: Spy for a Day
- 1940: Freedom Radio
- 1940: Eine ruhige Hochzeit (Quiet Wedding)
- 1940: Major Barbara
- 1941: Pimpernel Smith
- 1941: Jeannie
- 1941: Der Gouverneur von Pennsylvanien (Penn of Pennsylvania)
- 1942: Unpublished Story
- 1942: The First of the Few
- 1942: Secret Mission
- 1942: Tomorrow We Live
- 1943: Spionagering M (They Met in the Dark)
- 1943: The Demi-Paradise
- 1944: English Without Tears
- 1945: The Way to the Stars
- 1946: While the Sun Shines
- 1947: Bond Street
- 1948: Der Fall Winslow (The Winslow Boy)
- 1948: Pique Dame (The Queen of Spades)
- 1950: Flesh and Blood
- 1952: Treasure Hunt
- 1952: The Holly and the Ivy
- 1953: Innocents in Paris
- 1958: Arzt am Scheideweg (The Doctor’s Dilemma)
- 1959: Die Nacht ist mein Feind (Libel)

### Als Produzent
- 1943: The Demi-Paradise
- 1944: English Without Tears
- 1945: The Way to the Stars
- 1946: While the Sun Shines
- 1947: Bond Street
- 1948: Der Fall Winslow
- 1948: Pique Dame (The Queen of Spades)
- 1948: The Last Days of Dolwyn
- 1949: Now Barabbas was a Robber
- 1949: Three Men and a Girl
- 1950: Flesh and Blood
- 1952: Treasure Hunt
- 1952: The Holly and the Ivy
- 1953: Innocents in Paris
- 1958: Arzt am Scheideweg (The Doctor’s Dilemma)
- 1959: Die Nacht ist mein Feind (Libel)
- 1961: Das Geheimnis der grünen Droge (I Thank a Fool)
- 1962: Flieg mit mir ins Glück (Come Fly With Me)
- 1963: Hotel International (The V.I.P.s)
- 1964: Der gelbe Rolls-Royce (The Yellow Rolls Royce)
- 1967: Der Fremde im Haus (Stranger in the House)